# Hatillo de Loba
Hatillo de Loba es un municipio de Colombia, situado al sur del departamento de Bolívar. Limita al norte con el municipio de Margarita, al oriente con el municipio de El Banco, al sur con los municipios de Barranco de Loba y San Martín de Loba y al occidente con el municipio de Pinillos.

## División Político-Administrativa
Además de su Cabecera municipal. Hatillo de Loba tiene bajo su jurisdicción los centros poblados:
|              | Centros poblados                                                                              |
| ------------ | --------------------------------------------------------------------------------------------- |
| zona Loba    | - Cerro de Las Aguadas - Gualí - Juana Sánchez - La Ribona - La Victoria - San Miguel de Loba |
| zona Enclave | - El Pozón - Las Brisas - Las Palmas - Pueblo Nuevo                                           |

## Historia
La región de Loba o "hato de Loba" fue colonizada en 1637; desde el 3 de febrero de 1738 se fue formando un pequeño asentamiento que tomó el nombre de Hatillo de Loba, cuyos terrenos fueron comprados por José Fernando de Mier en 1745, quien consolidó la formación del caserío. Luego de pertenecer durante más de doscientos años al municipio de San Martín de Loba, se crea el municipio de Hatillo de Loba, segregando territorios de San Martín de Loba.

## Geografía
El municipio se asienta sobre la Isla de Mompox en medio de los Brazos de Loba, Mompox y el Caño El Violo.

## Himno
El himno del municipio de Hatillo de Loba fue creado por Gumercindo Palencia Gil, personaje reconocido en toda la zona de las lobas (Barranco, San Martín, Hatillo) por sus grandes aportes al folclor colombiano.
Letra:
Salve tierra bañada en oro, vivo foco de luz y de honor
Viejo pueblo que un día exhibiste grandes glorias de rico valor
Difundiste el folclor y armonía, las riquezas de una juventud
Dejando sembrado en tu suelo los clamores de una multitud.''
Diego Ortíz, valiente y pujante
Que en tus senos los brazos alzó.
Y en el nombre de Hato palpitante
Un escudo de vida esculpió.''
Los primeros habitantes los fueron, Malibúes de raza muy fuerte
Sembradores y vecinos mestizos, invadieron creando tu suerte.
Un progreso de sol resplandece, dando vida y a la fe te convierte
¡Oh! Campanas que suenan doblando, anunciando sucesos de muerte.''
Juraremos con júbilo eterno
Gritaremos con brío y emoción
¡Viva! Hatillo de Loba y en su nombre
Con la fuerza se hace la unión.''

## Estructura organizacional municipal
| Hatillo de Loba | Hatillo de Loba | Hatillo de Loba            |
| Departamento    | Código DANE     | Categoría municipal (2023) |
| --------------- | --------------- | -------------------------- |
| Bolívar         | 13300           | Sexta                      |

- Personería: Es un centro del Ministerio Público de Colombia que ejerce, vigila y hace control sobre la gestión de las alcaldías y entes descentralizados; velan por la promoción y protección de los derechos humanos; vigilan el debido proceso, la conservación del medio ambiente, el patrimonio público y la prestación eficiente de los servicios públicos, garantizando a la ciudadanía la defensa de sus derechos e intereses.

- Concejo Municipal: Es la suprema autoridad política del municipio. En materia administrativa sus atribuciones son de carácter normativo. También le corresponde vigilar y hacer control político a la administración municipal. Se regulan por los reglamentos internos de la corporación en el marco de la Constitución Política Colombiana (artículo 313) y las leyes, en especial la Ley 136 de 1994 y la Ley 1551 de 2012.

Constituido por 11 concejales por un periodo de 4 años.
- Alcaldía Municipal: En esta se encuentra la administración municipal y las entidades descentralizadas del municipio.

El Alcalde se pronuncia mediante decretos y se desempeña como representante legal, judicial y extrajudicial del municipio. El actual Alcalde municipal es Robinson Fernández Astorga (2024-2027), elegido por voto popular.
- JAL.

## Servicios públicos
- Energía Eléctrica: Afinia, del grupo EPM, es la empresa prestadora del servicio de energía eléctrica.
- Gas Natural: Surtigas es la empresa distribuidora y comercializadora de gas natural en el municipio.